# Banksia prionotes
Banksia prionotes thường được gọi là Acorn Banksia hay Orange Banksia là một loài cây bụi hay cây thân gỗ thuộc chi Banksia trong họ Quắn hoa. Loài này được Lindl. miêu tả khoa học đầu tiên năm 1839. Đây là một loài có nguồn gốc ở phía tây nam của Tây Úc với độ cao có thể thể đạt đến 10 m (30 ft). 